# Kanton Thouars-2
Kanton Thouars-2 (fr. Canton de Thouars-2) je francouzský kanton v departementu Deux-Sèvres v regionu Poitou-Charentes. Skládá se z osmi obcí.

## Obce kantonu
- Brion-près-Thouet
- Louzy
- Mauzé-Thouarsais
- Sainte-Radegonde
- Sainte-Verge
- Thouars